# Stanley Ketchel
Stanley Ketchel (* 14. April 1886 in Grand Rapids, Michigan als Stanislaus Kiecal; † 15. Oktober 1910 in Conway, Missouri) war US-amerikanischer Boxweltmeister im Mittelgewicht.
Er wird von vielen Fachleuten noch heute als bester Mittelgewichtspuncher aller Zeiten eingestuft und erlangte Weltberühmtheit, als er am 16. Oktober 1909 den legendären Schwergewichtsweltmeister Jack Johnson in Colma, Kalifornien in Runde 12 sensationell am Rand des K. o. hatte. Der immerhin 22 kg schwerere Johnson kam gerade noch rechtzeitig auf die Beine und schlug, selbst noch benommen, den wild und deckungslos angreifenden Ketchel schwer k. o.

## Leben
Ketchel selbst gab angeblich Butte, Montana, wo er seine Profikarriere begann, als seinen Geburtsort und den 14. September 1887 als sein Geburtsdatum an. Bereits mit 14 wurde er Waise, als seine Eltern ermordet wurden, und zum Landstreicher. Dabei lernte er unter seinesgleichen den Kampf mit den Fäusten um das nackte Überleben. Mit 19 begann er als Profi zu boxen und wurde durch seine Schnelligkeit, gepaart mit enormer Schlagkraft, die auch ausgewachsenen Schwergewichtlern zum Verhängnis wurde, bereits zwei Jahre später Weltmeister im Mittelgewicht. Erst 24 Jahre alt, wurde Ketchel während eines Trainingsaufenthaltes auf einer Farm von dem Farmhelfer Walter A. Dipley, wahrscheinlich aus Eifersucht, erschossen.
1990 wurde Ketchel in die International Boxing Hall of Fame aufgenommen.

## Kämpfe
Insgesamt kämpfte Ketchel in nur knapp sieben Profijahren 63 mal. Er gewann 51, davon 46 durch K. o., verlor sieben. Drei Kämpfe endeten unentschieden und zwei ohne Entscheidung.
Kämpfe gegen Halbschwer- und Schwergewichtler:
Gegen den Weltmeister im Halbschwergewicht Jack O’Brian kämpfte er 1909 20 Runden „ohne Entscheidung“, wobei O’Brian den Schlussgong auf dem Ringboden erlebte, der ihn vor dem K. o. rettete. Den Revanchekampf gewann Ketchel durch Technischen K. o. in Runde 3. In beiden Kämpfen setzte O’Brian seinen Titel nicht aufs Spiel. Nach dem Johnson-Kampf kämpfte er 1910 gegen den erstklassigen Sam Langford ohne Entscheidung.

## Der Kampf gegen Jack Johnson
Dieser sagenhafte Kampf hat, mangels der heute üblichen Dokumentation, in der Öffentlichkeit für unterschiedliche Auslegungen gesorgt. Eine Ursache hierfür ist sicherlich, dass Johnson es nicht zugeben konnte, von einem Mittelgewichtler niedergeschlagen worden zu sein.
So gibt es zu dem Kampf zwei Lesarten. Nach Johnsons Behauptung, gegen die sich der inzwischen verstorbene Ketchel nicht mehr wehren konnte, war der Kampf als Schaukampf über 20 Runden vereinbart worden, und Ketchel habe ihn mit einem hinterhältigen Treffer zu Boden geschlagen. Die andere Version stuft ihn als offizielle Weltmeisterschaft ein, was durch einen Film, der die zwölf Runden nahtlos zeigt, in vielen Punkten gestützt wird.
Auch der K.-o.-Schlag wird vom harten Cross, der Ketchel für fünf Minuten „wegbleiben“ ließ, bis hin zum gewaltigen Schlag mit Dauerschäden bei Ketchel beschrieben. Ketchel soll sämtliche Zähne verloren haben, die sich Johnson während des Zählens des Ringrichters aus dem Handschuh wischte. Zudem soll er für eine Stunde besinnungslos und für den Rest seines Lebens „punchdrunk“, also nicht ganz klar im Kopf, gewesen sein.
B. R. Bearden (East Side Boxing.com) schildert „Was wirklich im Kampf Johnson – Ketchel geschah“, hier zusammengerafft formuliert, wie folgt:
Von der ersten Runde an wurde beiderseits hart geschlagen. In Runde 2 wird Johnson sehr aggressiv, Ketchel muss zu Boden und wird bis 8 angezählt. Bis Runde 7 beherrscht Johnson den Kampf, Ketchel blutet im Gesicht. Runde 9 bis 11: Ketchel greift an und die Menge wittert seine Chance. Beide sind zu Beginn der Runde 12 gezeichnet. Mit einer Rechten, weit von der Hüfte hergeholt und auf der Außenbahn an das Kinn von Johnson geschlagen, trifft Ketchel so hart, dass Johnson, schwer angeschlagen, große Mühe hat, rechtzeitig wieder auf die Beine zu kommen, um den Kampf fortzusetzen. Ketchel, den K. o. witternd, läuft in eine furchtbare Rechte, die ihn lange über die Zeit flach auf dem Rücken liegen lässt. Nebenbei notiert Bearden: Johnson hat nicht Ketchels Zähne aus dem rechten Handschuh gewischt, sondern Ringschmutz, resultierend vom Abstützen beim Aufstehen nach dem Niederschlag, aus dem linken.